# 13-й Берлинский международный кинофестиваль
13-й Берлинский международный кинофестиваль прошёл с 21 июня по 2 июля 1963 года в Западном Берлине.

## Жюри
- Венди Туа (председатель жюри)
- Гарри Р. Соккал
- Фернандо Айала
- Жан-Пьер Мельвиль
- Радж Чопра
- Гульельмо Бираги
- Масатора Сакураи
- Карл Молден
- Гюнтер Энгельс

## Конкурсная программа
- Любовница, режиссёр Вильгот Шёман
- Повесть о жестоком Бусидо, режиссёр Тадаси Имаи
- Смотритель, режиссёр Клайв Доннер
- Вор и собаки, режиссёр Камаль аш-Шейх
- Фрейд: Тайная страсть, режиссёр Джон Хьюстон
- Гарринча – радость народа, режиссёр Жоаким Педру ди Андради
- Дьявол, режиссёр Джан Луиджи Полидоро
- Бессмертная, режиссёр Ален Роб-Грийе
- Воссоединение, режиссёр Дамиано Дамиани
- Терраса, режиссёр Леопольдо Торре Нильссон
- Вздыхатель, режиссёр Пьер Этекс
- Жизнь и смерть во Фландерсе, режиссёр Эмиль Дегелин
- Полевые лилии, режиссёр Ральф Нельсон
- Невиновные, режиссёр Хуан Антонио Бардем
- Человек и чудовище, режиссёр Эдвин Збонек
- Молодые Афродиты, режиссёр Никос Кундурос
- Сельский врач, режиссёр Хорхе Брум до Канто
- Господин, госпожа и слуга, режиссёр Абрар Алви
- Странный прихожанин, режиссёр Жан-Пьер Моки
- Остановить 349-й поезд, режиссёр Рольф Хадрих
- Вы должны выбрать жизнь, режиссёр Эрвин Лайзер
- Красные ворота, режиссёр Сангок Шин
- Частная территория, режиссёр Мауну Куркваара

## Награды
- Золотой медведь:
  - Повесть о жестоком Бусидо, режиссёр Тадаси Имаи
  - Дьявол, режиссёр Джан Луиджи Полидоро
- Золотой Медведь за лучший короткометражный фильм:
  - Bowspelement
- Золотой Медведь за лучший полнометражный документальный фильм:
  - Подвал
- Серебряный медведь:
- Серебряный медведь за лучшую мужскую роль:
  - Сидни Пуатье — Полевые лилии
- Серебряный медведь за лучшую женскую роль:
  - Биби Андерссон — Любовница
- Серебряный медведь за лучшую режиссерскую работу:
  - Никос Кундурос — Молодые Афродиты
- Серебряный медведь - специальный приз за лучший короткометражный фильм:
  - Самодельная машина
  - Пылающие маки
  - Рыночная площадь
- Серебряный медведь за лучший полнометражный документальный фильм
  - Река океана
- Серебряный медведь - специальный приз
  - Смотритель
- Приз юношеского кинематографа
- Приз юношеского кинематографа - лучший короткометражный фильм
  - Спасибо, господин Шмиц
- Приз юношеского кинематографа - лучший игровой фильм:
  - Подвал
  - Остановить 349-й поезд
- Приз юношеского кинематографа - особое упоминание
- Приз юношеского кинематографа - особое упоминание за лучший короткометражный фильм:
  - Самодельная машина
- Приз юношеского кинематографа - особое упоминание за лучший игровой фильм:
  - Полевые лилии
- Приз международной ассоциации кинокритиков (ФИПРЕССИ):
  - Молодые Афродиты
- Приз международной ассоциации кинокритиков - почетное упоминание:
  - Воссоединение
  - Приз международного евангелического жюри:
  - Полевые лилии
- Приз международного евангелического жюри - рекомендация:
  - Подвал
- Приз Международной Католической организации в области кино (OCIC):
  - Полевые лилии
- Премия международного союза кинокритиков (UNICRIT):
  - Невиновные